# 갓 발키리
갓 발키리 식스 볼텍스 리부트(God Valkyrie Six Voltex Reboot)는 베이블레이드 버스트에 등장하는 베이이다.

## 파츠
- 레이어: 갓 발키리(GV)
- 디스크: 식스(6)
- 프레임: 볼텍스(V)
- 드라이버: 리부트(R)

## 사용자
- 아오이 바루토

## 설명
갓 발키리 레이어는 상단의 바운드 레이어가 충격을 받을 시 스프링이 눌리면서 왼쪽으로 살짝 돌아갔다 탄성을 이용해 다시 오른쪽으로 돌아가는 힘을 이용해 공격한다. 무게는 10.3g. 갓 칩의 성능도 준수하고, 락이 약한 편은 아니지만 바운드 기믹으로 락이 밀려나는 현상이 일어나 자폭할 위험이 있으며, 락의 내구도도 심하게 깎여나간다.
식스 디스크는 우회전 시 다운포스를 만들어내는 디스크로 무게는 21.4g, 볼텍스 프레임 역시 우회전 시 다운포스를 만드는 프레임으로 무게는 2.48g. 리부트 드라이버는 메탈파이트 베이블레이드 4D에서 하가네 긴가가 사용했던 빅뱅 페가시스 F:D의 4D 버텀인 F:D, 즉 '파이널 드라이브'의 리메이크다. 딸피 상태에서의 폭주를 재현한 것이다. 당시 어택형 드라이버 치고는 스태미너가 상당히 좋았지만 고속 회전 시 나오는 축이 얇고, 그렇다고 리부트가 되어도 별로 넓어지지도 않으면서 스태미너가 줄어든 시점에서 되기 때문에 기동력이 약했다.

## 기술
- 바운드 어택

## 같이 보기
베이블레이드 버스트의 베이 목록